# Skyddsbrev
Skyddsbrev kan beteckna ett dokument som en regent i Sverige, eller senare organisationer som Svenska Röda korset under andra världskriget, kunde tilldela en enskild person eller institution för att bereda dem och deras ägor beskydd.
Då dessa brev hade ett bestående värde för innehavaren finns de ofta bevarade, till exempel Skyddsbrevet för Fogdö kloster 1252